# Första Krönikeboken
Första Krönikeboken är en skrift i judendomens Ketuvim och kristendomens Gamla testamente. I Gamla Testamentet finns två krönikeböcker, benämnda Första och Andra Krönikeboken. Texten delades upp i två i och med Septuaginta, den första översättningen till grekiska runt 200 f.Kr. Inom judendomen läses första och andra krönikeboken som en text.
Krönikeböckerna är en sammanhållen skildring av gamla testamentets historia från Adam till återkomsten från den babyloniska fångenskapen. Författaren är anonym och för oss okänd, men enligt en gammal judisk tradition skulle det vara Esra som står bakom texten. Även om den åsikten har sina anhängare än idag är det inget som någon lyckats bevisa det, men oavsett vem författaren är han/hon både en duktig historiker och teolog. Krönikeböckerna är ett historiskt och teologiskt verk, som handlar om det israeliska folkets historia, men även Guds historia och verksamhet bland folket och i historien. Första krönikeboken spänner från Adam till och med kung David, där Andra Krönikeboken tar vid och behandlar tiden fram till återkomsten efter den babyloniska fångenskapen. Vad gäller böckernas teologi är 1 Krön 28:9 ett centralt avsnitt, där kung David uppmanar sina åhörare att söka Gud, att följa Guds bud och att tjäna Gud villigt och helhjärtat. Författaren utgår i sin teologi från tron på den så kallade vedergällningsprincipen, som säger att det kommer att gå väl för den som följer Guds bud.

## Första Krönikebokens innehåll
Kapitel ett till nio består till största delen av listor och släkttavlor. Från och med kapitel 10, där Bibel2000 har rubriken "Sauls död", börjar berättelsen om kung David, med fokus på honom som religiös ledare i motsats till första Samuelsboken och andra Samuelsboken, där han skildras mer som militär och politisk ledare. Läsaren tas med i skildringar av Davids fälttåg, där han befäster rikets gränser, när förbundsarken flyttas till Jerusalem, och i förberedelserna för tempelbygget med införskaffandet av material och redogörelser för vilka som där skulle vara i tjänst.
Bortsett från att kungen faller för frestelsen att räkna folket, så ges en relativt glorifierad bild av honom. I slutet av första krönikeboken avgår David och han efterträds som kung över Israel av sin son Salomo.
Förslag till datering av Krönikeböckerna finns från 500-talet till 100-talet f.Kr. Dock tros 400-talet f.Kr. vara en god gissning.